# Fernandes Guitars
Fernandes Guitars és una empresa japonesa de fabricació de guitarres i baixos elèctrics, fundada l'any 1969 a Osaka com a subdivisió de Saito Musical Instruments, la qual també en produí amb la marca Burny; no obstant, Saito no registrà la marca Fernandes fins al 1972.

## Cronologia

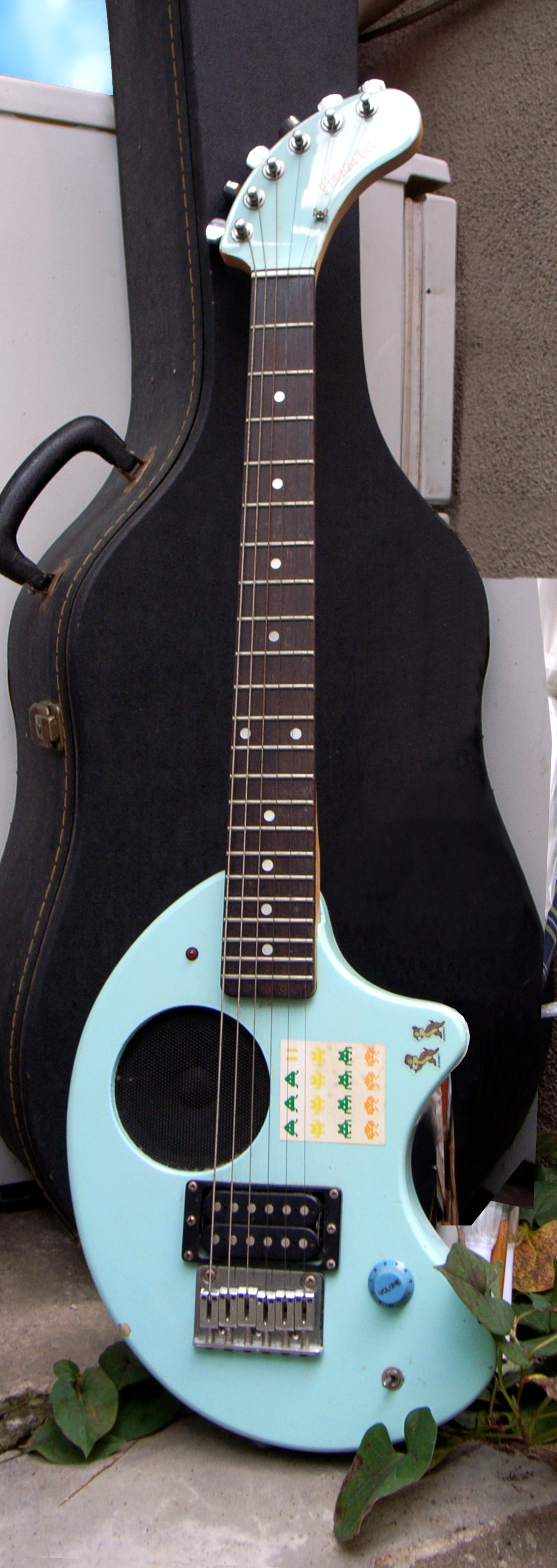
El model ZO-3

Com una altra companyia nipona, Ibanez, Fernandes estava especialitzada en guitarra flamenca fins que Saito encomanà a Hidesato Shiino i Katsumi Omote la creació de la línia de fabricació de guitarres elèctriques, externalitzada a la fàbrica de Kawai Gakki. Els primers models foren còpies exactes de les dues principals empreses estatunidenques: les Telecaster (FTE) i Stratocaster (FST) de Fender, etiquetades com a Fernandes, i les Gibson Firebird, SG i TV, com a Burny —un error ortogràfic en voler anomenar-les Bunny («conillet»)—: la seua versió de la Gibson SG incloïa la palanca de vibrato i totes tenien el mànec encolat en compte de cargolat.
El nivell de detall en estos instruments de la sèrie «Revival» era tan gran que de lluny pareixien iguals que els originals; fins i tot els logos replicaven els autèntics, on de prop es podia llegir «F.S.R.G.» (Fernandes Sound and Research Group) en compte de «Fender» o «Super Grade» en compte de «Les Paul»: les Super Grade tenen un número de sèrie que comença per RLG seguit d'unes xifres que indiquen el preu de venda.
Entre 1975 i 1976 Fernandes negocià amb la factoria Tokai Gakki, la qual començà a fer les còpies d'Stratocaster amb fusta de bona qualitat; entre els músics que han usat guitarres Fernandes d'eixa època estan Andrew Latimer, Billy Corgan i James Iha de The Smashing Pumpkins, The Edge, Ed O'Brien, Billie Joe Armstrong, Steve Hackett, Robert Fripp i John Wetton de King Crimson, Reeves Gabrels, Neal Schon, Brad Gillis, Kirk Hammet, Mark Knopfler i Steve Jones.
Un dels models propis més característics de la marca és el ZO-3, una guitarra de viatge amb perfil ergonòmic i altaveu de cinc vats incorporat, produïda en diferents colors i acabats, com per exemple un inspirat en el superheroi Kamen Rider.
L'any 2013 presentà el model Vortex Scimitar, una guitarra de dotze cordes per a metal dissenyada per al guitarriste del grup Melechesh: el manec és ample i forma una peça amb el cos, tot d'auró —llevat de les ales, que són d'anouer— i acabat en negre.
A banda d'instruments, l'empresa també produïx el Fernandes Sustainer, un perllongador de sustain electrònic incorporat en alguns dels seus models de guitarra com la Ravelle, però també comercialitzat com un accessori no obstrusiu, activat per un clic: l'efecte fa possible controlar la duració de qualsevol nota o acord, amb un mode harmònic que permet elevar la nota una quinta.